# Artiloxis vitiosa
Artiloxis vitiosa là một loài bướm đêm trong họ Noctuidae.